# Хафтон, Боб
Ро́берт Ду́глас Ха́фтон (англ. Robert Douglas Houghton, также известен как Боб или Бобби Хафтон; корректная передача фамилии — Хо́утон; 13 октября 1947) — английский футбольный тренер. За свою более чем 30-летнюю тренерскую карьеру работал с командами из 10 стран. С 2006 года по 2011 год занимал должность главного тренера сборной Индии по футболу.

## Тренерская карьера

### Ранние годы
Во время своей непродолжительной игровой карьеры Хафтон играл на позиции полузащитника в английских клубах «Фулхэм» (1966—1969) и «Брайтон энд Хоув Альбион» (1969—1970). Хафтон стал одним из самых молодых тренеров в английском футболе, получив тренерскую лицензию категории «A» в возрасте 21 года. В 1970 году он стал играющим тренером клуба «Гастингс Юнайтед», а в 1971 году в том же качестве возглавлял «Мейдстон Юнайтед», выступавший в низшей профессиональной лиге Англии. Ассистентом Хафтона в этой команде был его близкий друг и в будущем также успешный тренер Рой Ходжсон, также совмещавший функции тренера и игрока. В 1972 году Хафтон работал ассистентом тренера Бобби Робсона в «Ипсвиче», а в следующем году работал в южноафриканской «Аркадии», занял с этой командой четвёртое место в национальном чемпионате и дойдя до полуфиналов двух кубковых турниров.

### «Мальмё»
В 1974 году Бобби Хафтона пригласили возглавить шведский клуб высшего дивизиона «Мальмё». С его приходом эта провинциальная, полулюбительская шведская команда достигла небывалых вершин как в национальных турнирах так и на европейской арене. Хафтон вместе с «Мальмё» несколько раз выиграл чемпионат и кубок Швеции, а в 1979 году дошёл до финала главного европейского клубного турнира — в финале Кубка европейских чемпионов шведский клуб уступил со счётом 0:1 английскому «Ноттингем Форесту». Это достижение до сих пор является лучшим в истории шведского клубного футбола. В том же 1979 году, после отказа «Ноттингем Фореста», «Мальмё» принял участие в матчах за Межконтинентальный кубок, где по итогам двух игр потерпел поражение от парагвайской «Олимпии» из Асунсьона. Наряду с Роем Ходжсоном, в тот же период тренировавшим шведский «Хальмстад», Боба Хафтона считают одним из английских специалистов, изменивших шведский футбол, привнеся в него более современные элементы, заложив основу будущих побед.

### 1980-90-е годы
После непродолжительного периода работы в Греции с клубом «Этникос» из Пирея, Хафтон вернулся в Англию, где в 1980 году возглавил игравший во втором дивизионе «Бристоль Сити». Однако его пребывание там совпало с продолжительными финансовыми проблемами клуба, приведшими в итоге к последовательному его вылету в третий, а затем и в четверный дивизион, а к 1982 году и к банкротству клуба. Ведущие игроки команды были распроданы и в последних матчах у руля «Бристоль Сити» Хафтону приходилось выпускать на поле юношеский состав. После поражения 0-1 от «Уимблдона» Хафтон официально подал в отставку.
Следующим местом работы Боба Хафтона стала Североамериканская футбольная лига (NASL), в 1982 году он принял приглашение возглавить канадский клуб «Торонто Близзард». В 1983 году канадцы дошли до финала Соккер Боула, на следующий играла в финале чемпионата, после чего, вместе со всей американской лигой, прекратила своё существование. После этого Хафтон отправился в Саудовскую Аравию в клуб «Аль-Иттихад» (Джидда), с которым выиграл кубок федерации футбола. В 1987 году Хафтон вернулся в Швецию, сначала став тренером «Эргрюте», а в 1990 году вновь пришёл в «Мальмё», сменив в нём Роя Ходжсона. В 1993 году он снова на непродолжительное время тренировал «Аль-Иттихад», а в апреле 1994 года пришёл в швейцарский «Цюрих», где проработал до марта 1995 года.
В 1996 году Боб Хафтон в дебютном сезоне MLS принял клуб Колорадо Рэпидз, однако из-за низких результатов в конце сезона он был уволен.

### Работа в Китае
В конце 1997 года Хафтон принял приглашение тренировать главную сборную Китая, только что провалившая квалификацию к чемпионату мира 1998 года. Уже через несколько недель он выучил имена всех футболистов команды (что для иностранных тренеров в Китае редкость) и помог игрокам сплотиться и поверить в себя. Вскоре сборная заняла второе место на Кубке Династии, а на футбольном турнире Азиатских Игр 1998 года завоевала бронзу. Среди успехов можно отметить первую за 10 лет победу над командой Японии. Однако, после неудачи в олимпийском отборочном турнире 2000 года Хафтон покинул должность главного тренера сборной. После этого он на протяжении четырёх лет тренировал различные китайские клубные команды, а в 2003—2005 работал в федерации футбола в качестве тренерского инструктора.

### Сборная Узбекистана
Хафтон возглавил сборную Узбекистана по футболу в 2005 году, ему была поставлена задача завоевать путёвку на чемпионат мира 2006 года. Однако сборной не удалось попасть на мировое первенство, так как в стыковых матчах уступил сборной Бахрейна (Узбекистан выиграл первый матч 1:0, но ФИФА отменила результат из-за ошибки арбитра и в дальнейшем благодаря преимуществу по забитым в гостях мячам победа досталась Бахрейну).

### Сборная Индии
Затем Хафтон на непродолжительный срок вернулся в Китай, где тренировал один из клубов, а в июне 2006 года был приглашён Всеиндийской футбольной федерацией стать главным тренером сборной Индии по футболу. Его назначение ставило целью вывести на новый уровень игру индийцев, что воплотилось в жизнь победой команды в Кубке Неру в августе 2007 года. В июле 2008 года сборная потерпела обидное поражение от сборной Мальдив в финале Кубка Южноазиатской футбольной федерации. Тем, не менее в августе того же года индийцы под руководством Хафтона одержали победу в Кубке Вызова, проводящемся Азиатской конфедерацией футбола, переиграв команду Таджикистана со счётом 4:1. В мае 2010 года подал в отставку, но уже 7 мая было объявлено, что Хафтон остается на посту тренера сборной Индии. Позже продлил свой контракт со сборной Индии до 2013 года с условием пересмотра договора после Кубка Азии 2011 года.
Кубок Азии оказался провальным, сборная Индии проиграла все три групповых матча. После этого чиновники Всеиндийской Федерации Футбола выразили неудовлетворение результатами игры сборной и работой Хафтона на посту тренера. Исполнительный комитет Федерации принял решение уволить Хафтона. 23 февраля решение было одобрено Федерацией, и Хафтон был отправлен в отставку.
Однако, через некоторое время Хафтон появился в Гоа, где начал подготовку команды к отборочным матчам Кубка Вызова.
23 апреля 2011 года Всеиндийская Федерация Футбола объявила об уходе Хафтона с поста тренера сборной Индии.

## Достижения в качестве тренера
Мальмё
- Чемпион Швеции: (3) 1974, 1975, 1977
- Обладатель Кубка Швеции: (4) 1973/74, 1974/75, 1977/78, 1979/80
- Второй призёр Чемпионата Швеции: 1976, 1978, 1980
- Финалист Кубка европейских чемпионов: 1978/79
- Финалист Межконтинентального кубка: 1979

 Торонто Близзард
- Финалист Соккер Боула: 1983
- Финалист Чемпионата NASL: 1984

 Аль-Иттихад
- Обладатель Кубка Саудовской федерации футбола: (1) 1985/86
- Финалист Кубка Короля: 1985/86
- Финалист Кубка наследного принца: 1992/93

 Сборная Китая
- Серебряный призёр Кубка Династии: 1998
- Бронзовый призёр Азиатских игр: 1998

 Сборная Индии
- Обладатель Кубка вызова АФК: (1) 2008
- Обладатель Кубка Южной Азии: (1) 2009
- Обладатель Кубка Неру: (2) 2007, 2009
- Серебряный призёр Кубка Южной Азии: 2008